# Тейлор, Мик
Мик Тейлор (англ. Mick Taylor, настоящее имя Майкл Кевин Тейлор, англ. Michael Kevin Taylor; род. 17 января 1949) — британский музыкант, гитарист. Наиболее известен как участник блюз-роковой группы John Mayall & the Bluesbreakers (1966 — 1969) и The Rolling Stones (1969 — 1974).
Член «Зала славы рок-н-ролла».
По оценкам британского специализированного музыкального журнала Classic Rock, один из величайших гитаристов всех времён.

## Ранние годы
Мик Тейлор родился 17 января 1949 в Уэлвин Гардене, графство Хэртфордшир, Англия.
В 1966 году, в шестнадцатилетнем возрасте впервые сыграл на концерте Джона Мейолла, заменив ушедшего из группы Эрика Клэптона. Однако постоянным членом группы стал Питер Грин.
В 1967 году Питер Грин покинул группу для того, чтобы образовать собственную группу — Fleetwood Mac, а Мик Тейлор стал участником John Mayall & the Bluesbreakers. С его участием был записан один студийный альбом — Crusade.

## Работа в The Rolling Stones
В 1969 году в карьере Мика произошёл крутой поворот. Знаменитую уже тогда группу The Rolling Stones покинул её основатель Брайан Джонс. Вскоре после этого он погиб, утонув при загадочных обстоятельствах в бассейне. «Роллинги» уже начали работу над альбомом Let It Bleed и им потребовался гитарист высокого уровня. Мик Джаггер обратился за советом к Джону Мейоллу, а тот посоветовал совсем юного Мика Тейлора. Так Тейлор принял участие в записи альбома Let It Bleed, пока ещё в качестве, приглашённого музыканта. Виртуозная игра Тейлора так впечатлила Джаггера, что он предложил ему постоянное место в составе The Rolling Stones. В том же 1969 году Тейлор дебютировал в составе группы на знаменитом концерте в Гайд-Парке.
В составе The Rolling Stones Мик Тейлор был недолго, с 1969 по 1974 год. За это время были записаны одни из лучших альбомов Роллингов — Sticky Fingers (1971), Exile on Main St. (1972), Goats Head Soup (в 1973) и It’s Only Rock ’n’ Roll (в 1974). Кроме того, Мик Тейлор принял участие в записи нескольких песен, которые впоследствии вошли в альбом Tattoo You, вышедший в 1981 году.

## Музыкальная деятельность после The Rolling Stones
Впоследствии музыкант продолжил сольную деятельность.
В сентябре 1995 года впервые выступил в Киеве. Концерт проходил в рамках музыкальной выставки-ярмарки в Украинском Доме.

## Участие в проектах других музыкантов
Аквариум «Навигатор» 1995 г.
Keef Hartley Band «The Battle Of North West Six» 1969 г.

## Дискография
В составе John Mayall & the Bluesbreakers
- 1967 — Crusade

В составе The Rolling Stones
- 1969 — Let It Bleed
- 1971 — Sticky Fingers
- 1972 — Exile on Main St.
- 1973 — Goats Head Soup
- 1974 — It’s Only Rock ’n’ Roll
- 1981 — Tattoo You